# Aguilar de la Frontera
Aguilar, hay Aguilar de la Frontera, là đô thị ở tỉnh Córdoba, Andalucia, phía nam Tây Ban Nha, gần sông nhỏ Cabra, và nằm bên tuyến đường sắt Cordoba-Malaga. Dân số đô thị này không thay đổi nhiều trong hàng trăm năm qua. Dân số năm 1900 là 13.236 người, năm 2005 là 13.589 người.

## Địa lý
Aguilar de la Frontera nằm ở phía nam của Andalucía. Độ cao trung bình 280 m. Đô thị này có diện tích 168 km² và có mật độ dân số 80,9 người/km². Đô thị này cách tỉnh lỵ Córdoba 50 km.

## Lịch sử
Thị trấn đã được gọi là Ipagro trong thời La Mã. Dưới thời Moors, nó được gọi là Bulay hay Poley và trở thành thủ phủ của Omar ben Hafsun. Tuy nhiên, Omar ben Hafsun bị mất thị trấn này vào tay Abdallah ibn Muhammad năm 891. Sau khi bị phe Thiên chúa giáo chiếm năm 1260, tên thị trấn được đổi thành Aguilar.

## Kinh tế
Dân chúng ở đây sống bằng nghề trồng ô liu và sản xuất rượu nho trắng có tên gọi là Montilla Khoảng 60% dân số đô thị này sống bằng nông nghiệp dù ngành này chỉ chiếm 30% hoạt động kinh tế.